# The Millionairess
The Millionairess  is een Britse romantische komedie uit 1960 geregisseerd door Anthony Asquith met in de hoofdrollen Sophia Loren en Peter Sellers. Het is een aangepaste versie van het gelijknamige toneelstuk uit 1936 van George Bernard Shaw.

## Plot
De rijke Londense erfgename Epifania Parerga, de rijkste vrouw ter wereld, kan volgens de bepalingen in haar vaders testament niet trouwen tot ze een man vindt die £500 in £15.000 kan veranderen op drie maanden tijd. Epifania wordt smoorverliefd op de gespierde tennisser Alastair en besluit het testament te omzeilen. Ze verkoopt hem aandelen voor £500 en koopt deze dan terug voor £15.000. Alastair kan echter niet met de dominante Epifania leven en hij verlaat haar voor Polly Smith.
Epifania overweegt zelfmoord en springt in de Thames. De onbaatzuchtige Indische dokter Ahmed el Kabir roeit net in een bootje langs en roeit verder bij het zien van Epifania. Zij zwemt naar de kant en beschuldigt hem ervan een moordenaar te zijn. De gewiekste familieadvocaat Julius Sagamore adviseert Epifania om in therapie te gaan bij psychiater Adrian Bond. De opportunistische Bond vraagt haar om haar hand, maar na kritiek op haar vader gooit Epifania hem in de Thames. Kabir roeit nu naar hem om hem te helpen en Epifania springt ook opnieuw in de rivier. Om Kabir te misleiden veinst Epifania een blessure, maar de toegewijde dokter blijft ongevoelig voor haar charme en onverschillig voor haar rijkdom. 
Epifania is vastbesloten de dokter voor zich te winnen en koopt de eigendommen rond de slecht uitgeruste kliniek van Kabir en bouwt er een moderne kliniek. Nadat Kabir het aanbod weigert om de kliniek te runnen stelt ze voor dat ze in de plaats dan trouwen. Kabir zegt dat hij op het sterfbed van zijn moeder beloofd heeft dat hij niet zou trouwen vooraleer zijn toekomstige bruid met 35 shilling drie maanden kan overleven. Epifania neemt de uitdaging aan en onthult ook de details van haar vaders testament en geeft hem £500. Nadat Kabir zegt dat hij geen interesse heeft in het geld gooit Epifania de biljetten neer en vertrekt. 
Epifania neemt de 35 shilling en gaat naar een fabriek om er te werken. Daar maakt ze meteen kabaal wegens de slechte werkomstandigheden en bedreigt eigenaar Joe om deze te onthullen tenzij zij de fabriek mag leiden. Drie maanden later heeft ze arbeidsbesparende machines laten installeren waardoor de productiviteit de hoogte inging. Kabir probeerde tevergeefs zijn geld weg te geven. Op een etentje bij een rijke dokter wordt hij dronken en geeft hij het geld aan de dokter die het graag accepteert. Epifania duikt weer op en zegt dat zij zijn moeders uitdaging volbracht heeft. Hij zegt dat hij al het geld weggegeven heeft waarop ze diep beledigd is. Ze besluit de mannen de rug toe te keren en kondigt aan dat ze haar raad van bestuur gaat ontslaan en haar rijk ontmantelt en zich terugtrekt in een Tibetaans klooster nadat ze de monniken daar eruit gezet heeft. 
Sagamore, die wanhopig zijn job wil behouden, beseft dat Kabir verantwoordelijk is voor het grillige gedrag van Epifania en gaat naar de dokter. Hij zegt tegen Kabir wat de plannen van Epifania zijn en koopt medische papieren van hem voor £15.000. Nadat Kabir naar Epifania snelt kussen ze en uit hij eindelijk zijn liefde voor haar.

## Rolverdeling
| Acteur              | Personage       |
| ------------------- | --------------- |
| Sophia Loren        | Epifania        |
| Peter Sellers       | Doctor Kabir    |
| Alastair Sim        | Sagamore        |
| Vittorio De Sica    | Joe             |
| Dennis Price        | Adrian          |
| Gary Raymond        | Alastair        |
| Alfie Bass          | Fish Curer      |
| Miriam Karlin       | Mrs. Joe        |
| Noel Purcell        | Professor       |
| Virginia Vernon     | Polly           |
| Graham Stark        | Butler          |
| Diana Coupland      | Nurse           |
| Pauline Jameson     | Muriel          |
| Eleanor Summerfield | Mrs. Willoughby |
| Willoughby Goddard  | President       |
| Basil Hoskins       | 1st Secretary   |
| Gordon Sterne       | 2nd Secretary   |
| Tempe Adam          | Gloria          |
| Wally Patch         | Whelk Seller    |
| Charles Hill        | Corelli         |

## Ontvangst
De film was een grote hit in het Verenigd Koninkrijk, maar kreeg wel gemengde kritieken. Het liedje Goodness Gracious Me, dat door Loren en Sellers gezongen werd bereikte de vijfde plaats in de Britse hitlijsten. Het lied werd evenwel niet in de film gebruikt, maar werd als promotie opgevoerd.
In tegenstelling tot in de film duurde het in het echt niet lang vooraleer Sellers smoorverliefd werd op Sophia Loren. Hij scheidde zelfs van zijn vrouw, echter beantwoordde Loren zijn gevoelens niet.